# Gösta Holm
Per Olof Gösta Holm, född den 8 juli 1916 i Fors, Jämtlands län, död den 12 mars 2011 i Lund, var en svensk nordist och filolog.

## Biografi
Holm var son till lektor Otto Holm och Lilly, född Strindberg. Han avlade filosofie licentiatexamen i Uppsala 1944 och promoverades till filosofie doktor i Lund 1953. Han blev docent i nordiska språk vid Lunds universitet 1952 och vid Uppsala universitet 1954, varefter han blev professor i samma ämne i Lund 1961. Han blev professor emeritus 1981. Åren 1945–1954 var han ordboksredaktör för Svenska Akademiens ordbok i Lund. Holm avlade reservofficersexamen 1940 och blev kapten i reserven 1951. Han var ordförande i forskningsnämnden för modern svenska 1965–1972 och inspektor för Västgöta nation i Lund 1964–1968. 
Holm grundade Gardar, organ för Samfundet Sverige-Island 1970, en tidskrift som han redigerade fram till 2009. Han var medutgivare av Nusvensk ordbok (grundad av Olof Östergren) 1954–1962, av Anthroponymica suecana från 1962, Nysvenska studier 1965–1981, Bibliography of Old Norse Studies från 1979, Early Icelandic Manuscripts in Facsimile från 1980. Han utgav urval ur Olof von Dalins Then swänska Argus (1957), Agneta Horns Beskrivning över min vandringstid (1959), Svenskt talspråk (1967), En diskussion om sta-namnen (1967), Per Brahe den äldres Oeconomia (1971), Gamalnorsk ordavleiding (1974), Västgötalagen (1976), Carl Johan Holms Anteckningar (1976), Östgötalagen (tillsammans med Carl Ivar Ståhle 1980), Ivar Lindquists Religiösa runtexter III (1987), Carl Ivar Ståhles Studier över Östgötalagen (1988), Han var huvudredaktör för Svensk-isländsk ordbok (1982) och författade uppsatser i nordisk syntax, etymologi, ortnamnsforskning, dialektgeografi, textfilologi, runologi, bibliografi, biografi, personnamnsforskning med mera.
Gösta Holm är begraven tillsammans med sina föräldrar på Lövångers kyrkogård.

## Utmärkelser
Han blev ledamot av Humanistiska Vetenskapssamfundet i Lund 1962, av Vetenskapssocieteten i Lund 1963, av Gustav Adolfs Akademien för svensk folkkultur 1970, av Finska Vetenskaps-Societeten 1977, av Skytteanska samfundet 1981, av Det Norske Videnskaps-Akademi 1988, hedersledamot av Svenska litteratursällskapet i Finland 1977 och hedersdoktor i Reykjavik 1986. Holm kallades till hedersledamot vid Norrlands nation i Uppsala 1962.